# Evaristo Pérez de Castro
Evaristo Pérez de Castro, né à Valladolid en 1769 et mort à Madrid en 1849, est un homme d'État espagnol, secrétaire d'État (1820-1821) et président du Conseil des ministres (1838-1840).
Le peintre Francisco de Goya réalise son portrait en dessinateur vers 1806. Ce Portrait de Don Evaristo Pérez de Castro est conservé au musée du Louvre, à Paris.
Durant le règne d'Isabelle II, il est dans les rangs du Parti modéré.